# Ефромович, Герман
Герман Ефромович (исп. Germán Efromovich; род. 28 марта 1950, Ла-Пас, Боливия) — предприниматель боливийского происхождения, имеющий несколько гражданств: бразильское, колумбийское и польское. Он родился в семье польских евреев. Его капитал оценивается в 1 миллиард долларов.

## Биография
Его семья родом из Польши. В поисках нового дома после Второй мировой войны его родители уехали из Польши в Южную Америку, сначала в Боливию, где он родился, а затем в Чили, где Герман Ефромович воспитывался с 1955 года в Арике, а затем с 1964 года в Сан-Паулу, Бразилия. После окончания школы он получил диплом инженера-механика в Университете FEI в Бразилии. Его карьера включает продажу энциклопедий, дублирование мексиканских фильмов на португальский язык и владение школой в Сан-Бернарду-ду-Кампу, где в 1980-х годах преподавал профсоюзный лидер Луис Инасиу Лула да Силва, который позже стал президентом Бразилии.
Нефтяной сектор заложил основу для того, что впоследствии станет Synergy Group. Для создания своей нефтяной и авиационной империи Ефромович купил Avianca, национальную авиакомпанию Колумбии, в 2004 году за 64 миллионов долларов США, плюс 220 миллионов долларов США долговых и лизинговых обязательств. Изначально занимаясь только неразрушающим контролем для бразильской государственной нефтяной компании Petrobras, Ефромович развил свой бизнес до строительства и аренды нефтяных платформ. Другие его предприятия включают электростанции, судостроительные верфи и продукцию для медицинской промышленности.
После затопления одной из таких нефтяных вышек в Южной Атлантике, у побережья Бразилии, судебных споров со страховыми компаниями и с Petrobras, Герман Ефромович начал инвестировать в авиацию. Это произошло по чистой случайности, потому что клиент, который не мог заплатить наличными в деловой сделке, подарил ему два своих самолёта. Так было положено начало компании воздушного такси. Братья Ефромовичи назвали её OceanAir и начали перевозить персонал между местом разведки нефти в Макаэ и Рио-де-Жанейро. OceanAir, в 2010 году переименованная в Avianca Brazil, была запущена в 1998 году, а шесть лет спустя он приобрёл у Хулио Марио Санто Доминго колумбийскую наследственную авиакомпанию Avianca. В результате его крупных инвестиций в экономическое и социальное развитие Колумбии, в 2005 году правительство Колумбии официально присвоило Ефромовичу звание почётного гражданина Колумбии.
Он имеет контроль или акции в собственной компании Synergy Group, базирующейся в Рио-де-Жанейро, которая в 1998 году предлагала услуги по техническому обслуживанию нефтяных операций в Бразилии. В конце 2004 года компания Ефромовича договорилась о покупке контрольного пакета акций Avianca, которая в то время находилась под защитой процедуры банкротства по главе 11. Впоследствии, в 2005 году, Synergy Group приобрела оставшуюся часть Avianca.
В феврале 2010 года Avianca и TACA объединились в AviancaTaca. Группа TACA включает в себя авиакомпании TACA и их участие в Lacsa, Aviateca, Sansa Airlines, La Costeña, Aeroperlas и Isleña Airlines. Avianca включает в себя: Avianca, Tampa Cargo и недавно зарегистрированная AeroGal из Эквадора. Объединённая Avianca и Taca в настоящее время является второй по величине авиакомпанией в регионе по объёму доходов, уступая чилийско-бразильской LATAM Airlines Group. Все эти авиакомпании контролируются Synergy Aerospace Corp., базирующейся в Боготе, дочерней компанией Synergy Group.
Ефромович также владеет долями в Wayraperú, Avianca Ecuador и OceanAir, которая позже была переименована в Avianca Brasil.
5 ноября 2017 года райские документы, набор конфиденциальных электронных документов, касающихся оффшорных инвестиций, показал, что Ефромович и дочерняя компания Synergy Group Avianca Holdings были связаны с офшорным конгломератом, используемым для аэрокоммерческого холдингового бизнеса с разветвлённой структурой на Бермудах, Панаме и Кипре. Ефромович использовал панамский офшор, который скрывал более 20 фирм, расположенных в налоговых гаванях.
19 августа 2020 года Ефремович и его брат Жозе были арестованы в Сан-Паулу в рамках операции «Автомойка» и в результате их участия в коррупционной схеме, которая включала дачу взяток на сумму около 40 миллионов реалов в период с 2009 по 2013 год высокопоставленным руководителям Petrobras и Transpetro, чтобы выиграть тендеры на строительство судов Панамакс для компании на верфи Estaleiro Ilha (Eisa), принадлежащей Ефремовичам. Оба ареста были превентивными, братья были помещены под домашний арест перед лицом пандемии Ковид-19. Ефромович настаивал на своей невиновности. Бразильский трибунал счёл обвинения обоснованными и принял решение начать судебное разбирательство в сентябре 2020 года.
Приказ об аресте обоих братьев был отменён 11 ноября 2020 года в ответ на ходатайство их защиты о применении процедуры хабеас корпус, хотя судебный запрет и обеспечительные меры остаются в силе, что запрещает им покидать страну, менять место жительства без уведомления властей, переводить любой банковский счёт за пределы страны, принимать любые управленческие или финансовые решения в компаниях, акционерами которых они являются. Они также должны сдать свои паспорта, проинформировать судью о своём нынешнем адресе и обязаться посещать все встречи и слушания, на которые они будут вызваны в рамках продвигаемого в отношении них процесса.

## Семья
Герман Ефромович женат на Хильде, у них три дочери. Его жизнь проходит в переездах между Сан-Паулу и Боготой. У него есть брат Жосе Ефромович, на пять лет младше, который является председателем совета директоров Avianca Brazil.